# Into the Light World Tour
Into The Light World Tour – światowej trasa koncertowa piosenkarki Glorii Estefan, która trwała od 1991 do 1992 roku i została obejrzana przez prawie dziesięć milionów fanów na kilku kontynentach, stając się tym samym jedną z najpopularniejszych i najbardziej dochodowych spektakli muzycznych początku lat dziewięćdziesiątych. Była to także pierwsza trasa koncertowa Glorii Estefan po wypadku jakiemu uległa w 1990 roku.

## Koncerty

### 1991
Stany Zjednoczone
- 1 marca – Miami, Floryda (Miami Arena)
- 2 marca – Miami, Floryda (Miami Arena)
- 6 marca – Miami, Floryda (Miami Arena)
- 7 marca – Miami, Floryda (Miami Arena)
- 9 marca – Tampa, Floryda
- 10 marca – Jacksonville, Floryda
- 12 marca – Orlando, Florida (Orlando Arena)

Japonia
- 24 marca – Jokohama (Yokohama Arena)

Europa
- 6 kwietnia – Londyn, Anglia (Wembley Arena)
- 8 kwietnia – Londyn, Anglia (Wembley Arena)
- 9 kwietnia – Londyn, Anglia (Wembley Arena)
- 11 kwietnia – Londyn, Anglia(Wembley Arena)
- 13 kwietnia – Londyn, Anglia(Wembley Arena)
- 16 kwietnia – Birmingham, Anglia (NEC)
- 17 kwietnia – Birmingham, Anglia (NEC)
- 19 kwietnia – Birmingham, Anglia (NEC)
- 20 kwietnia – Birmingham, Anglia (NEC)
- 23 kwietnia – Glasgow, Anglia (SECC)
- 24 kwietnia – Glasgow, Anglia (SECC)
- 28 kwietnia – Sztokholm, Szwecja (The Globe)
- 1 maja – Frankfurt, Niemcy (Festhalle)
- 3 maja – Rotterdam, Holandia (Ahoy Arena)
- 4 maja – Rotterdam, Holandia (Ahoy Arena)
- 6 maja – Rotterdam, Holandia (Ahoy Arena)
- 7 maja – Rotterdam, Holandia (Ahoy Arena)
- 10 maja – Rotterdam, Holandia (Ahoy Arena)
- 11 maja – Rotterdam, Holandia (Ahoy Arena)
- 14 maja – Maastricht, Holandia
- 16 maja – Heerenveen, Holandia
- 18 maja – Bruksela, Belgia (Foret National)
- 20 maja – Dortmund, Niemcy (Westfalanhalle)
- 21 maja – Kilonia, Niemcy (Ostseehalle)
- 23 maja – Berlin, Niemcy (Deutschlandhalle)
- 25 maja – Monachium, Niemcy(Olympiahalle)
- 30 maja – Birmingham, Anglia (NEC)
- 1 czerwca – Dublin, Irlandia (Simmonds Court)
- 2 czerwca – Dublin, Irlandia (Simmonds Court)
- 4 czerwca – London, Anglia (Wembley Arena)
- 5 czerwca – London, Anglia (Wembley Arena)
- 8 czerwca – Madryt, Hiszpania (Palacio Deportes)
- 10 czerwca – Barcelona, Hiszpania (San Giordi)

Stany Zjednoczone
- 5 lipca – Houston, Teksas
- 6 lipca – San Antonio, Teksas
- 8 lipca – Austin, Teksas
- 9 lipca – Dallas, Teksas
- 12 lipca – Las Cruces, Nowy Meksyk
- 13 lipca – Albuquerque, Nowy Meksyk
- 15 lipca – Phoenix, Arizona
- 16 lipca – Tucson, Arizona
- 18 lipca – San Diego, Kalifornia
- 19 lipca – Costa Mesa, Kalifornia
- 21 lipca – San Francisco, Kalifornia
- 23 lipca – Fresno, Kalifornia
- 24 lipca – Sacramento, Kalifornia
- 27 lipca – Los Angeles, Kalifornia
- 28 lipca – Los Angeles, Kalifornia
- 30 lipca – Los Angeles, Kalifornia
- 1 sierpnia – Seattle, Washington
- 9 sierpnia – Denver, Kolorado
- 11 sierpnia – St. Louis, Missouri
- 14 sierpnia – Chicago, Illinois
- 16 sierpnia – Milwaukee, Wisconsin
- 17 sierpnia – Indianapolis, Indiana
- 20 sierpnia – Columbus, Ohio
- 21 sierpnia – Detroit, Michigan
- 23 sierpnia – Pittsburgh, Pennsylvania
- 24 sierpnia – Cleveland, Ohio (Gund Arena)
- 27 sierpnia – Filadelfia, Pennsylvania
- 28 sierpnia – Waszyngton
- 30 sierpnia – Saratoga, Nowy Jork
- 6 września – Syracuse, Nowy Jork
- 7 września – Hartford, Connecticut
- 10 września – Boston, Massachusetts
- 11 września – Boston, Massachusetts
- 13 września – Providence, Rhode Island
- 14 września – New Haven, Connecticut
- 18 września – Buffalo, Nowy Jork
- 20 września – Newark, New Jersey
- 21 września – Newark, New Jersey
- 26 września – Nowy Jork, Nowy Jork (Madison Square Garden)
- 27 września – Nowy Jork, Nowy Jork (Madison Square Garden)
- 29 września – Nowy Jork, Nowy Jork (Madison Square Garden)

Australia
- 21 października – Brisbane
- 23 października – Melbourne (Melbourne Tennis Center)
- 25 października – Melbourne (Melbourne Tennis Center)
- 26 października – Melbourne (Melbourne Tennis Center)
- 28 października – Adelaide
- 29 października – Adelajda
- 1 listopada – Perth
- 2 listopada – Perth

Japonia
- 29 listopada – Osaka
- 1 grudnia – Tokio (Tokyo Dome)
- 2 grudnia – Tokio (Tokyo Dome)

### 1992
Azja
- Malezja
- Singapur

Ameryka Południowa
- Portoryko (San Juan)
- Meksyk (Meksyk)
- Kostaryka
- Panama
- Wenezuela
- Kolumbia

## Spis piosenek wykonywanych podczas koncertów
- INTRO
- GET ON YOUR FEET
- OYE MI CANTO (HEAR MY VOICE)
- WHAT GOES AROUND
- REMEMBER ME WITH LOVE
- HERE WE ARE
- LIVE FOR LOVING YOU
- SEX IN THE 90'S
- KOMPILACJA BALLAD:
  - ANYTHING FOR YOU
  - CAN'T STAY AWAY FROM YOU
  - WORDS GET IN THE WAY
  - DON'T WANNA LOSE YOU
  - RENACER
  - NO SERA FACIL
  - CUTS BOTH WAYS
  - CAN'T FORGET YOU
- DR.BEAT
- 123
- NAYIB'S SONG (I AM HERE FOR YOU)
- CLOSE MY EYES
- MAMA YO CAN'T GO
- SEAL OUR FATE
- CONGA
- RHYTHM IS GONNA GET YOU
- COMING OUT OF THE DARK

## Lista muzyków i tancerzy występujących z Glorią Estefan w trakcie trwania trasy koncertowej
- Jorge Casas: Bas, Gitary akustyczne, dyrektor muzyczny
- Clay Ostwald: Instrumenty klawiszowe
- John Defaria: Gitary akustyczne i elektryczne
- Tim Mitchell: Gitary akustyczne i elektryczne
- Rafael Padilla: Instrumenty perkusyjne
- Robert Rodriguez: perkusja
- Randy Barlow: Perkusja, trąbka, klarnet, syntezatory
- Mike Scaglione „Scags”: Saksofon, flet, bas, syntezator
- Teddy Mulet: Trąbka, klarnet, saksofon,syntezator
- Jon Secada: chórek
- Anita Green: chórek
- Rodney Wilson: chórek
- Cynthia Calhoun: chórek
- Betty Wright: chórek
- Bryant Baldwin: tancerz
- Billy Angell: tancerz
- Robert Alverez: tancerz
- Richard Kim: tancerz